# Peter Steinmann
Pour les articles homonymes, voir Steinmann.
Peter Steimann, né le 11 juillet 1962, est un pentathlonien suisse.

## Carrière
Peter Steinmann dispute trois éditions des Jeux olympiques. En 1984 à Los Angeles, il termine quatrième de l'épreuve par équipe et seizième de l'épreuve individuelle. En 1988 à Séoul, il termine septième de l'épreuve par équipe et neuvième de l'épreuve individuelle. En 1992 à Barcelone, il termine seizième de l'épreuve individuelle.
Il est médaillé d'argent en individuel aux Championnats du monde de pentathlon moderne 1991 à San Antonio et médaillé d'argent en relais aux Championnats du monde de pentathlon moderne 1995 à Bâle[réf. nécessaire].

## Vie personnelle
Peter Steinmann est marié à l'ancienne nageuse synchronisée et participante olympique Claudia Peczinka depuis 1993 et a deux fils, dont le joueur de squash Dimitri Steinmann,.
En 1998, il crée avec sa femme la société de production vidéo Polyvision GmbH et ils lancent le programme télévisé de vacances et de voyages Globe TV.